# Educación sexual integral
La educación sexual integral (ESI) es un método de enseñanza de la educación sexual basado en un plan de estudios cuyo objetivo es proporcionar a los alumnos los conocimientos, actitudes, aptitudes y valores holísticos necesarios para tomar decisiones sanas e informadas en su vida sexual. La intención es que esta comprensión ayude a los estudiantes a entender su cuerpo y sus procesos reproductivos, a practicar sexo seguro reduciendo los incidentes de contraer infecciones de transmisión sexual (ITS) como el VIH y el VPH, a reducir los embarazos no planificados y no deseados, así como a disminuir los índices de violencia doméstica y sexual.
Los programas de educación sexual integral abarcan una amplia gama de temas relacionados con la salud y los derechos sexuales y reproductivos. Los planes de estudios relativos al comportamiento sexual difieren en función del público, pero suelen incluir información adecuada a la edad sobre la pubertad, la adolescencia, las relaciones sexuales y la edad de consentimiento. Esto incluye la promoción de comportamientos sexuales seguros, como el uso correcto de métodos anticonceptivos, la comunicación con la pareja y la realización de pruebas de ITS. Además, los planes de estudios de la ESI pueden tratar los resultados del embarazo, como la salud materna, la crianza de los hijos, la adopción y el aborto. En la actualidad, también se da importancia a la información sobre orientación sexual, identidad y expresión de género y características sexuales.
En los EE. UU., por ejemplo, algunos estados han presentado proyectos de ley que exigirían que todos los programas de educación sexual preexistentes en las escuelas públicas fueran totalmente integrales e inclusivos. La ventaja más ampliamente aceptada de utilizar la educación sexual integral frente a la educación sexual basada únicamente en la abstinencia es que la ESI reconoce que los jóvenes serán sexualmente activos en el futuro. Al reconocer esto, la educación sexual integral puede animar a los estudiantes a planificar con antelación sus decisiones sexuales de la forma más saludable posible. La mayoría de los temas de la ESI se basan en la ideología de preparar a los alumnos para futuras experiencias sexuales seguras, incluidos los distintos métodos anticonceptivos y las técnicas para negarse a tener relaciones sexuales.

## Por países

### Argentina
En Argentina, la educación sexual integral (ESI) es un derecho humano enmarcado en el derecho a la educación y a la salud. Se implementa en este país luego de aprobada la Ley 26.150 organizando un programa nacional de educación sexual basado en el plan de estudios que tiene como objetivo brindar a los estudiantes el conocimiento, las actitudes, las habilidades y los valores para tomar decisiones adecuadas y saludables en sus vidas afectivas y sexuales. La intención es que este entendimiento será útil para evitar abusos, conocer responsabilidades, evitará que los estudiantes contraigan infecciones de transmisión sexual (ITS), como el VIH y el VPH. La ESI también está diseñada con la intención de reducir los embarazos no planeados y no deseados, así como también reducir las tasas de violencia doméstica y sexual, contribuyendo así a una sociedad más saludable, tanto física como mentalmente.
Su implementación como programa de contenidos escolares esta organizado en una curricula formal del Ministerio de Educación de la Nación. Los contenidos son transversales a todas las materias, esta diseñado por especialistas de cada nivel, y son contenidos avalados científicamente.  Los objetivos del Programa Nacional de Educación Sexual Integral son:
- incorporar la educación sexual integral dentro de las propuestas educativas orientadas a la formación armónica, equilibrada y permanente de las personas;
- asegurar la transmisión de conocimientos pertinentes, precisos, confiables y actualizados sobre los distintos aspectos involucrados en la educación sexual integral;
- promover actitudes responsables ante la sexualidad;
- prevenir los problemas relacionados con la salud en general y la salud sexual y reproductiva en particular; y
- procurar igualdad de trato y oportunidades para varones y mujeres.

#### México
En México, la implementación de la Educación Sexual Integral (ESI) ha avanzado a nivel estatal y federal, aunque persisten desafíos en su aplicación uniforme.
Reformas legislativas y políticas públicas
- Guanajuato: En mayo de 2025, el Congreso del Estado aprobó reformas a la Ley de Educación para incorporar la ESI en las escuelas públicas de nivel básico. Esta medida busca proporcionar a estudiantes herramientas para conocer su cuerpo, tomar decisiones informadas y prevenir riesgos a su salud.[9]

- Ciudad de México: Se han presentado iniciativas para garantizar una menstruación digna en las escuelas, incluyendo la provisión de insumos y espacios adecuados para la gestión menstrual, así como la inclusión de estos temas en los planes de estudio.[10]
- Iniciativas sociales y educativas
  - SAFETEEN FIRST-SICONFÍO: Lanzada en febrero de 2025, esta iniciativa busca educar en habilidades para la vida y ESI a 500,000 personas en 90 días. Su segunda etapa se extenderá por cuatro años con un enfoque regional.[11]
  - IMSS-Bienestar y Secretaría de las Mujeres: Establecieron en 2025 una alianza para prevenir el embarazo adolescente en zonas marginadas, con acciones coordinadas dentro de la Estrategia Nacional para la Prevención del Embarazo en Adolescentes (ENAPEA).[12]
  - Mitos persistentes
    - Estudios desmienten que la ESI promueva el inicio temprano de la vida sexual. Por el contrario, permite que las y los adolescentes retrasen su inicio y adopten prácticas más seguras.[13]
    - La ESI es considerada por la UNESCO como un derecho humano necesario para la equidad y el desarrollo personal, y no como una imposición ideológica.[14]

## Beneficios
Los estudios han encontrado que la educación sexual integral es más efectiva que no recibir instrucción y/o recibir instrucción basada solamente en la abstinencia. Reconocer que las personas pueden tener relaciones sexuales premaritales en lugar de ignorarlo permite a los educadores brindar a los estudiantes la información necesaria para navegar de manera segura en sus vidas sexuales futuras.
Los defensores de CSE argumentan que promover la abstinencia sin información acompañada sobre las prácticas sexuales seguras es un desprecio de la realidad y, en última instancia, pone al estudiante en riesgo.
Los críticos de la educación basada solamente en la abstinencia afirman que los estudiantes bajo estos programas educativos están en desventaja porque les impide tomar decisiones informadas sobre su salud sexual. Además, en algunos de estos programas, los educadores de salud se han referido a aquellos que practican sexo, especialmente mujeres, como "sucios" y "usados". También han utilizado frases como "quédate como un cepillo de dientes nuevo, envuelto y sin usar" y "chicle masticado" para enseñar la abstinencia. Bajo un modelo de ESI, el lenguaje sería más sensible.
Existe una clara evidencia de que la ESI tiene un impacto positivo en la salud sexual y reproductiva, en particular al contribuir a reducir las ITS, el VIH y los embarazos no deseados. La educación sobre la sexualidad no acelera la actividad sexual, pero tiene un impacto positivo en los comportamientos sexuales más seguros y puede retrasar la iniciación sexual. Una revisión de 2014 de los programas de educación sexual en las escuelas ha demostrado un mayor conocimiento sobre el VIH, una mayor autoeficacia relacionada con el uso de condones y el rechazo a tener relaciones sexuales, un mayor uso de anticonceptivos y condones, un número reducido de parejas sexuales y el inicio posterior de la primera relación sexual. Una revisión de la Biblioteca Cochrane de 41 ensayos controlados aleatorios en Europa, Estados Unidos, Nigeria y México también confirmó que la ESI previene los embarazos adolescentes no deseados. La ESI es beneficiosa al prevenir el embarazo y la maternidad en la adolescencia, ya que estas situaciones tienen un impacto negativo significativo en el éxito y la finalización de la escuela secundaria, así como en las perspectivas laborales futuras. Un estudio realizado en Kenia, en el que participaron más de 6.000 estudiantes que habían recibido educación sexual provocó un retraso en la iniciación sexual y un mayor uso de condones entre los que eran sexualmente activos una vez que estos estudiantes llegaron a la escuela secundaria, en comparación con más de 6.000 estudiantes que no recibieron educación sexual. La ESI también reduce la frecuencia de las relaciones sexuales y el número de parejas, lo que a su vez reduce las tasas de infecciones de transmisión sexual.
ONUSIDA y la Unión Africana han reconocido el impacto positivo de la ESI en el aumento del uso de condones, las pruebas voluntarias del VIH y la reducción de embarazos entre las adolescentes, y han incluido una educación sexual integral y apropiada para la edad como una de las recomendaciones clave para acelerar la respuesta al VIH y poner fin a la epidemia del sida entre las mujeres jóvenes y las niñas de África.
A medida que se desarrolla el campo de la educación en sexualidad, se presta cada vez más atención en abordar el género, las relaciones de poder y los derechos humanos para mejorar el impacto en los resultados en salud sexual y reproductiva. La integración de contenido sobre género y derechos hace que la educación en sexualidad sea aún más eficaz. Una revisión de 22 programas de educación sexual basados en planes de estudios encontró que el 80 por ciento de los programas que abordaban las relaciones de género o de poder estaban asociados con una disminución significativa en el embarazo, la maternidad o las ITS. Estos programas fueron cinco veces más efectivos que los programas que no abordan el género o el poder. La ESI empodera a los jóvenes para que reflexionen críticamente sobre su entorno y comportamientos, y promueve la igualdad de género y las normas sociales equitativas, que son factores importantes que contribuyen a mejorar los resultados en salud, incluidas las tasas de infección por el VIH. El impacto de la ESI también aumenta cuando se brinda junto con los esfuerzos para ampliar el acceso a una gama completa de servicios y productos básicos de alta calidad y amigables para los jóvenes, particularmente en relación con la elección de anticonceptivos.
Una revisión global de evidencia en el sector de la educación también encontró que enseñar educación sexual genera confianza, una habilidad necesaria para retrasar la edad en que los jóvenes inician relaciones sexuales y para usar anticonceptivos, incluidos los condones. La ESI tiene un impacto demostrado en la mejora del conocimiento, la autoestima, el cambio de actitudes, las normas sociales y de género y la construcción de la autoeficacia.

## Críticas

### Integralidad
Si bien la implementación de la ESI está aumentando en países como los Estados Unidos, sigue siendo difícil para los funcionarios estatales regular lo que se enseña y lo que no se enseña en el aula. Esto se debe en gran parte a que la ESI no está definida claramente; la ESI tiene el potencial de comprender una gama muy amplia de información sexual, y el enfoque general varía ampliamente entre los planes de estudio. Los educadores también han acusado a la ESI de operar fundamentalmente como una forma de "abstinencia-plus", debido a la realidad de que la ESI a menudo involucra información mínima relacionada con el cuerpo y promociones excesivas de abstinencia. "La llamada educación sexual integral", dice Sharon Lamb, profesora de la Universidad de Massachusetts en Boston, "se ha hecho menos integral a medida que se revisan los planes de estudio para cumplir con los requisitos federales, estatales y locales actuales".

#### Inclusión de la comunidad LGBT
La población LGBT experimenta disparidades de salud asociadas con el estigma, la discriminación, connotaciones negativas y estereotipos. Esta población está sujeta a barreras sistémicas para tener acceso a los servicios de salud adecuados que, en última instancia, tienen un impacto negativo en su bienestar. La atención que se les brinda a menudo proviene de médicos que no están bien capacitados para abordar las preocupaciones de esta población. Esta falta de capacitación por parte de los proveedores dificulta la experiencia y, en última instancia, influye negativamente en la calidad de la atención y la prestación adecuada de atención médica. Debido a la discriminación y la falta de sensibilidad cultural que perpetúan los prejuicios, esta población experimenta comportamientos limitados de búsqueda de salud. De esta forma, haciendo inalcanzables los servicios preventivos, además de aumentar y prolongar las enfermedades y dolencias. Las investigaciones muestran un mayor riesgo de contraer el VIH y otras ETS; el número aumenta cuando se evalúa la población en intersección de hombres homosexuales de color. Las mujeres lesbianas y bisexuales tienen menos probabilidades de recibir atención de rutina, como exámenes de detección de cáncer de mama y de cuello uterino. Los hombres gay tienen un mayor riesgo de cáncer de próstata, testículo, ano y colon, mientras que las mujeres lesbianas y bisexuales tienen un mayor riesgo de cáncer de ovario, mama y endometrio. Como resultado del estigma, la discriminación, la victimización y el abuso sexual, es más probable que los jóvenes LGBT se involucren en conductas sexuales de alto riesgo a una edad más temprana.
Si bien existe la ESI en la enseñanza pública y privada, muchos programas no abordan las necesidades de la comunidad LGBT. Esta población enfrenta diferentes disparidades de salud impulsadas en última instancia por la discriminación, la escasez de compañeros, la falta de apoyo de los padres, los servicios comunitarios y la educación sexual escolar. La implementación de la educación sexual integral LGBT utilizada como intervención busca combatir estas disparidades de salud, informando a la población sobre la importancia de desarrollar la salud sexual. La salud sexual implica no solo prevenir enfermedades, sino también un enfoque respetuoso de las relaciones sexuales, la sexualidad y la aceptación de la identidad de género y la orientación sexual de una persona.
El término "integral" también suele inducir a error porque algunos programas integrales no muestran la imagen holística de la sexualidad humana. Los defensores de las personas LGBT han criticado durante mucho tiempo las formas en que la educación sexual integral generalmente promueve el matrimonio como el objetivo final de los estudiantes. Ellos promueven una educación sexual que abarque las diferentes formas de relaciones y que permita ejercer aquellas formas en las que los estudiantes se sientan más cómodos. Incluso cuando los planes de estudios afirman incluir experiencias LGBT, a menudo promueven estilos de vida heteronormativos como "normales". La inclusión de identidades LGBT y temas de salud es necesaria para que los estudiantes LGBT se sientan seguros y vistos en sus aulas de educación sexual. Cuando la educación sexual no incluye estas identidades y experiencias, los jóvenes LGBT pueden ser vulnerables a comportamientos sexuales de riesgo, fomentando así resultados negativos de salud sexual. Debido a la falta de educación sexual LGBT proporcionada en las escuelas, los jóvenes LGBT consultan a sus compañeros e Internet, lo que los puede llevar a información errónea. Cuando estos estudiantes no tienen acceso o interés en el matrimonio, prácticamente son borrados de la narrativa de la ESI.
En Canadá, un informe federal mostró que la comunidad LGBT tiene menos acceso a los servicios de salud y enfrenta desafíos de salud más grandes en comparación con la población en general. Como resultado de la falta de apoyo a la población LGBT, en octubre de 2014 surgió el proyecto de Trabajadores de la Educación Integral en Salud (CHEW, por sus siglas en inglés). Su objetivo es educar a la comunidad LGBT sobre temas como la identidad sexual y de género, las infecciones de transmisión sexual (ITS), las relaciones sociales saludables y la depresión. Lo hacen a través de talleres, proyectos basados en las artes y reuniones individuales. El proyecto CHEW está dirigido exclusivamente a la comunidad LGBT con el fin de establecer un entorno seguro en el que los jóvenes LGBT puedan obtener recursos para la educación sexual.

### Contexto escolar
Antes de finales del siglo XIX, la educación sexual en los Estados Unidos y Canadá se consideraba principalmente una responsabilidad de los padres. En la actualidad, los programas del Consejo de Educación e Información sobre Sexualidad de los Estados Unidos (SIECUS) inician la educación sexual integral en el jardín de infantes, generando críticas relacionadas con la edad en la que es apropiado abordar los asuntos sexuales con niños.

### Desinformación y oposición organizada: el caso de “Con mis hijos no te metas”
Uno de los movimientos más visibles en la oposición a la implementación de políticas de Educación Sexual Integral (ESI) en América Latina ha sido “Con mis hijos no te metas”, surgido inicialmente en Perú en 2016 y extendido luego a otros países como Colombia, Argentina, Ecuador y México. Este movimiento ha promovido campañas en contra de programas de educación sexual en las escuelas públicas, basándose en argumentos que han sido ampliamente señalados por expertos como desinformación.
El movimiento sostiene que la ESI impone una "ideología de género" en los contenidos escolares, y que vulnera el derecho de las familias a decidir sobre la educación moral de sus hijos. Sin embargo, diversas investigaciones y pronunciamientos de organismos internacionales, como la UNESCO, UNICEF y la ONU, han desmentido estas afirmaciones. Estos organismos aclaran que los programas de educación sexual integral tienen como objetivo brindar información científicamente precisa, promover el respeto a los derechos humanos, prevenir la violencia de género y fomentar relaciones basadas en el consentimiento, la igualdad y la responsabilidad.
Uno de los principales mecanismos utilizados por este movimiento ha sido la difusión de información falsa o tergiversada, como afirmar que los programas escolares alientan a los niños a cambiar de sexo, promueven la sexualización precoz o eliminan la autoridad parental, lo cual no se corresponde con los contenidos reales de la ESI. En muchos casos, estas campañas han generado confusión en la opinión pública e incluso han derivado en retrocesos legislativos o en la suspensión de programas de educación sexual en ciertos contextos.
El discurso promovido por “Con mis hijos no te metas” ha sido asociado con sectores conservadores y religiosos, y ha sido analizado por diversos estudios como parte de una reacción política y cultural frente al avance de los derechos sexuales y reproductivos y la inclusión de perspectivas de género en las políticas públicas.

## Como derecho humano
Algunos críticos afirman que el acceso de los jóvenes a la ESI se basa en los derechos humanos reconocidos internacionalmente, que requieren que los gobiernos garanticen la protección general de la salud, el bienestar y la dignidad, de acuerdo con la Declaración Universal de Derechos Humanos, y específicamente que garanticen la provisión de educación sexual imparcial y científicamente precisa.
Estos derechos están protegidos por tratados ratificados internacionalmente, y la falta de acceso a la educación en salud sexual y reproductiva sigue siendo una barrera para el cumplimiento de las obligaciones de garantizar los derechos a la vida, la salud, la no discriminación y la información, visión que ha sido respaldada por las Declaraciones del Comité de los Derechos del Niño, el Comité de la Convención sobre la Eliminación de Todas las Formas de Discriminación contra la Mujer y el Comité de Derechos Económicos, Sociales y Culturales.
El compromiso de los estados individuales de hacer realidad estos derechos ha sido reafirmado por la comunidad internacional, en particular la Comisión de Población y Desarrollo (CPD), que, en sus resoluciones 2009/12 y 2012/13, pidió a los gobiernos que brinden a los jóvenes educación integral en sexualidad humana, salud sexual y reproductiva e igualdad de género.

## En los planes de estudios

### Métodos de enseñanza
A medida que la ESI gana impulso e interés a nivel internacional, regional y nacional, los gobiernos están implementando cada vez más medidas para ampliar la entrega de alguna forma de educación sexual basada en habilidades para la vida es una, así como también buscan orientación sobre las mejores prácticas, particularmente con respecto a la colocación dentro del plan de estudios de la escuela. La educación en sexualidad puede impartirse como una asignatura independiente o incorporarse en todas las asignaturas pertinentes dentro del currículo escolar. Estas opciones tienen implicaciones directas para la implementación, incluida la capacitación docente, la facilidad para evaluar y revisar los planes de estudio, la probabilidad de que se entreguen los planes de estudio y los métodos a través de los cuales se imparten.
Dentro de los países, las opciones sobre la implementación de la educación sexual incorporada o autónoma suelen estar vinculadas a las políticas nacionales y la organización general de los planes de estudio. La base de evidencias sobre la eficacia de la programación de educación sexual independiente frente a la incorporada es todavía limitada. Sin embargo, existen diferencias discernibles que los responsables de la formulación de políticas deben considerar al decidir la posición de la ESI dentro del plan de estudios.
Como asignatura independiente, la educación en sexualidad se distingue del resto del plan de estudios, ya sea por sí sola o dentro de un plan de estudios independiente más amplio de habilidades para la vida y la salud. Esto la hace más vulnerable a ser sacrificada debido a las limitaciones de tiempo y presupuesto, ya que los planes de estudio escolares suelen estar atiborrados.
Sin embargo, un plan de estudios independiente también presenta oportunidades para itinerarios de formación docente especializados, y el uso de metodologías de enseñanza no formales que tienen como objetivo desarrollar las habilidades de pensamiento crítico de los alumnos. Los enfoques pedagógicos promovidos a través de la educación en sexualidad, como las metodologías centradas en el alumno, el desarrollo de habilidades y valores, el aprendizaje en grupo y la participación de los pares, se reconocen cada vez más como enfoques transformadores que tienen un impacto en el aprendizaje y la educación de manera más amplia. Como asignatura independiente, también es significativamente más fácil de monitorear, lo cual es crucial en términos de evaluar la efectividad del programa y revisar los planes de estudio donde no se obtienen los resultados de aprendizaje deseados.
Cuando la educación en sexualidad es incorporada, se incluye en una serie de áreas temáticas, como biología, estudios sociales, economía doméstica o estudios religiosos. Si bien este modelo puede reducir la presión sobre un plan de estudios atiborrado, es difícil de monitorear o evaluar y puede limitar las metodologías de enseñanza a enfoques tradicionales.

### Terminología
Aparte de los diferentes métodos de enseñanza, la terminología también difiere. El aborto, la homosexualidad, la abstinencia tienen connotaciones y definiciones que varían de estado. Por ejemplo, la palabra "abstinencia" puede referirse a desvincularse de todas las formas de actividades sexuales hasta el matrimonio o puede referirse únicamente a desvincularse de las relaciones sexuales. Además, el grado de actividad sexual que connota la "abstinencia" a menudo no está claro, porque el comportamiento sexual que no es una relación sexual puede o no estar incluido en su definición. Como resultado, los estudiantes quedan confundidos acerca de qué actividades son riesgosas y los maestros no saben qué pueden y qué no pueden enseñar.
El término "integral" puede considerarse un término general. ESI significa algo radical para algunas instituciones, mientras que puede significar algo moderado e incluso conservador para otras.
Según el Consejo de Educación e Información sobre Sexualidad de los Estados Unidos (SIECUS, por sus siglas en inglés), los lineamientos para la educación integral en sexualidad son los siguientes:
- apropiado a la edad, nivel de desarrollo y antecedentes culturales de los estudiantes;
- respeta la diversidad de valores y creencias representados en la comunidad;
- complementa y aumenta la educación sexual que los niños reciben de sus familias, grupos religiosos y comunitarios y profesionales de la salud;
- enseña no solo sobre la abstinencia, sino también sobre la anticoncepción, incluida la anticoncepción de emergencia y la elección reproductiva;
- enseña sobre temas de lesbianas, gais, bisexuales, transgénero (LGBT) y analiza cuestiones;
- enseña anatomía, desarrollo, pubertad y relaciones;
- enseña todos los otros temas que uno esperaría que se cubrieran en una clase de educación sexual tradicional; y
- debe estar basado en la ciencia y ser médicamente exacto.